# Caro Lamoureux
Marie Julienne Pauline Caroline (Caro) Lamoureux (* 3. Januar 1904 in Montreal; † 11. August 1998 ebenda) war eine kanadische Sängerin (Sopran).

## Leben und Wirken
Lamoureux studierte Gesang bei Céline Marier und Bühnentechnik bei Jeanne Maubourg und Albert Roberval. Sie debütierte sechzehnjährig in der Salle Montcalm und trat dann in Nebenrollen bei Operettenaufführungen verschiedener Truppen in Québec auf. 1924 sang sie die Titelrolle in der Uraufführung von  Alphonse Lavallée-Smith’ Operette Gisèle. 1929 trat sie erstmals mit der Société canadienne d’opérette in Victor Massés Les noces de Jeannette auf. Im selben Jahr sang sie die Leila in Georges Bizets Les pêcheurs de perles.

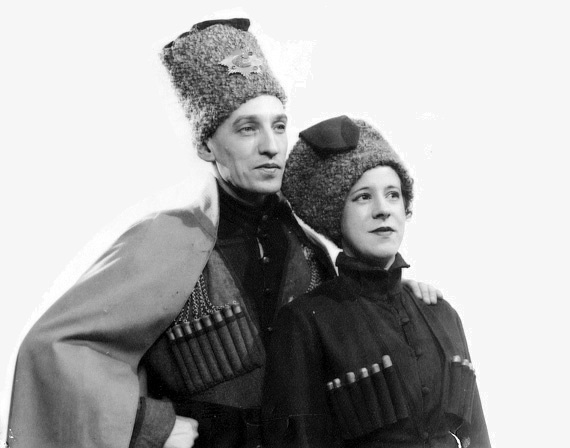
Lionel Daunais und Lamoureux in einer Variétés lyriques-Produktion des Zarewitsch

Mit der Société canadienne d’opérette und den Variétés lyriques trat sie bis Mitte der 1940er Jahre in Hauptrollen von mehr als dreißig Operetten und zahlreichen Opern auf, unter anderem in der Titelrolle von Mireille von Charles Gounod (1930), als Nedda in Pagliacci von Ruggero Leoncavallo (1930), als Baucis in Gounods Philémon et Baucis (1931), als Gemma in Joachim Ulric Voyers L’intendant Bigot (1931), als Néméa in Adolphe Adams Si j’étais roi (1933), als Rosina in Gioachino Rossinis Il barbiere di Siviglia (1934), als Violetta in Verdis La traviata und  als Philine in Mignon von Ambroise Thomas (1943).
Daneben sang sie zwischen 1930 und 1943 zahlreiche Hauptrollen bei Opernproduktionen des Rundfunks der CBC unter anderem unter der Leitung von Jean-Marie Beaudet. Mit Réda Caire tourte sie 1939 mit einer Produktion der Lustigen Witwe von Franz Lehár durch Südfrankreich. 1946 zog sie sich von der Opernbühne zurück und arbeitete als Floristin in Montreal.